# سد ميزوكوبو
سد ميزوكوبو هو سد صخري يقع في محافظة ياماغاتا في اليابان. يستخدم السد للزراعة وإمدادات المياه. تبلغ مساحة مستجمعات المياه في السد 68 كيلومترًا مربعًا. يحجز السد حوالي 170 هكتارًا من الأرض عندما يمتلئ ويمكنه تخزين 31000 ألف متر مكعب من المياه. اكتمل بناء السد في عام 1975. 